# Edsel Dope
Brian Ebejer (West Palm Beach, Florida, Estados Unidos; 21 de marzo de 1974), conocido artísticamente como Edsel Dope, es un músico estadounidense, conocido por ser el líder, vocalista y compositor de la banda Dope, la cual fundó junto a su hermano Simon en 1997.
Edsel coprodujo todos los álbumes de Dope. En el álbum debut, Felons and Revolutionaries, lanzado en 1999, Dope improvisó y programó con todos los instrumentos.
En el año 2019, un guitarrista y vocalista enmascarado se unió bajo el seudónimo Xer0 a la banda Static-X en reemplazo de Wayne Static, quien había fallecido en 2014. Se generaron especulaciones y rumores de que se trataba de Edsel Dope, hasta el mismo Edsel negó que se trataba de él.Pero finalmente fue revelado que en realidad era él.

## Discografía
Dope
- Felons and Revolutionaries (1999)
- Life (2001)
- Group Therapy (2003)
- American Apathy (2005)
- No Regrets (2009)
- Blood Money Part 1 (2016)
- Blood Money Part Zer0 (2023)

Static-X
- Project Regeneration Vol. 1 (2020)
- Project Regeneration Vol. 2 (2024)